# Monica Lewinsky
Monica Samille Lewinsky (São Francisco, 23 de julho de 1973) é uma ativista, autora e personalidade televisiva americana, conhecida por seu período como estagiária na Casa Branca (sede do poder executivo do governo norte-americano) durante o governo do presidente Bill Clinton, com o qual esteve envolvida num escândalo após a divulgação de que manteve relações sexuais com o presidente.
Como resultado da exposição pública causada pelo escândalo político, Lewinsky sofreu um trauma enorme. Após um tempo afastada dos olhares da imprensa e do público, ela voltou e começou a usufruir de seu novo status de celebridade internacional; Monica então engajou em várias atividades financeiras que incluíam comércio de bolsas de mão, um plano de dieta com seu nome e trabalhando ainda como personalidade televisiva.
Lewinsky decidiu, por um tempo, se afastar dos olhares públicos e foi para Londres estudar psicologia. Em 2014, voltou aos holofotes fazendo campanha contra cyberbullying, algo que ela havia sofrido consistentemente durante o escândalo com o presidente Clinton.

## Vida
Lewinsky cresceu no sul da Califórnia, na parte oeste de Los Angeles e em Beverly Hills. Graduou-se em Psicologia na Universidade de Lewis and Clark College em 1995 e logo ingressou como estagiária na Casa Branca em Washington, DC.

### Casa Branca
Durante o seu tempo na Casa Branca foi quando manteve sexo oral com o presidente Bill Clinton. Embora, no princípio, ambos tenham negado qualquer relação, as notícias sobre a investigação resultante e a acusação do presidente, foram conhecidas como "O escândalo Lewinsky".
Lewinsky confiou na secretária Linda Tripp, que secretamente começou a gravar as suas conversas telefónicas com Lewinsky sobre a relação com Clinton. Algum tempo depois, Tripp daria as gravações a Kenneth Starr, consultor independente.
Depois, Lewinsky admitiu que a sua relação com Clinton incluiu sexo oral na sala oval da Casa Branca. O informe resultante da investigação de Kenneth foi conhecido como o Reporte Starr, que finalmente culminou com a acusação contra o Presidente por um delito de perjúrio.

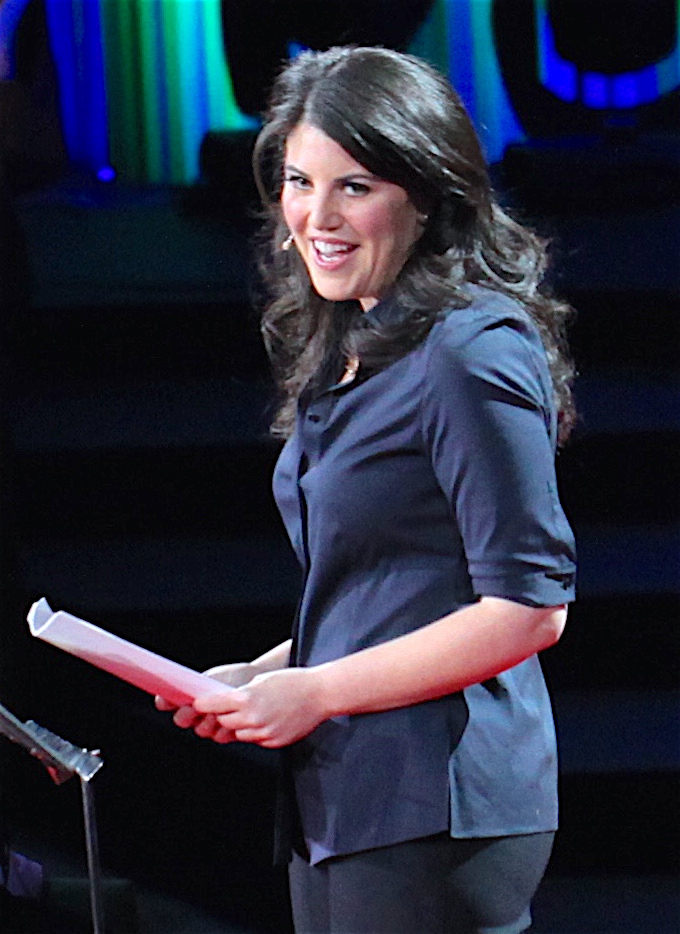
Monica em 2015

Clinton negou, sob juramento, que tinha mantido relações sexuais com Lewinsky, num caso não relacionado com a acusação. Numa entrevista coletiva na Casa Branca transmitida em cadeia nacional, Clinton declarou:
"Eu não tive relações sexuais com esta mulher, a senhorita Lewinsky."
O assunto e os seus detalhes  outorgaram a Lewinsky um período de posição de celebridade cultural, como símbolo sexual e como um nexo da geração mais jovem com a tempestade política que ao mesmo tempo resultava cómica e muito séria. Ainda existe algum uso do nome "Lewinsky" como termo para referir-se ao sexo oral, ainda que as menções das piadas que envolvem Lewinsky e o sexo oral passaram a estar esquecidos da memória do público.
Por sua própria conta, Lewinsky sobreviveu à atenção intensa da imprensa. Hoje é dona da sua própria loja onde vende a sua própria grife de bolsas. Foi anfitriã numa série de televisão tipo "Reality Show" chamada Mr. Personality (Sr. Personalidade).
Lewinsky mora atualmente em Londres, onde concluiu, em 2006, um mestrado em psicologia social.
Em 4 de março de 1999, foi posto a venda nos Estados Unidos o livro "Monica's Story", uma biografia autorizada que detalha o seu caso com Bill Clinton.